# U-19-Unihockey-Weltmeisterschaft 2019
Die 10. Floorball-Weltmeisterschaft der U19-Junioren fand vom 8. bis 12. Mai 2019 in Halifax in Kanada statt. Es war die erste Austragung außerhalb Europas. Jeweils acht Mannschaften nahmen an der A- und B-Division teil. Die finnischen Junioren gingen als Titelverteidiger ins Turnier. Am Ende holte Tschechien ihren ersten U19-Junioren-Titel. Die Veranstaltung wurde von der International Floorball Federation ausgetragen.

## Veranstaltungsort
Die Spiele fanden im Zatzman Sportsplex statt.
| \| Halifax \| |
| Halifax       |

| Halifax |

## Qualifikation
26 Teams registrierten sich für die Teilnahme an den Weltmeisterschaften. Darunter sind 21 Teams aus Europa, drei aus Asien und Ozeanien und zwei aus Nordamerika.
Die Teilnehmer der A- und der Sieger der B-Division der letzten Weltmeisterschaft und die beiden nordamerikanischen Nationen aufgrund von der regionalen Repräsentation waren direkt qualifiziert. Die anderen nehmen an den kontinentalen Qualifikationsturnieren teil. Diese wurden im 27. und 29. September 2019 in Wellington, Neuseeland ausgetragen und die beiden europäischen fanden vom 29. August bis 2. September in Bozen, Italien und vom 5. bis 9. September in Moskau, Russland statt. Die restlichen fünf Plätze für die Endrunde wurden wie folgt vergeben:
- Europa: 3 Teilnehmer
- Asien und Ozeanien: 2 Teilnehmer

| 12 aus Europa                     | Finnland    | Schweden           | Tschechien | Schweiz  |
|                                   | Lettland    | Dänemark           | Norwegen   | Polen    |
|                                   | Deutschland | Slowenien          | Slowakei   | Russland |
| 2 aus Amerika inklusive Gastgeber | Kanada      | Vereinigte Staaten |            |          |
| 2 aus Asien & Ozeanien            | Australien  | Singapur           |            |          |

## Modus
Zum letzten wurde die Weltmeisterschaft in eine A- und eine B-Division aufgeteilt.
In der A-Division spielten die Mannschaften innerhalb der Gruppe jeweils gegen jede Mannschaft. Die besten zwei Mannschaften jeder Gruppe zogen in die Halbfinals ein. Die übrigen vier Mannschaften spielten Platzierungspartien. Die Teams auf den achten und letzten Tabellenplätzen stiegen zur Weltmeisterschaft 2021 in die niedrigeren beiden Gruppen ab.
In der B-Division fanden ebenfalls zuerst Gruppenspiele statt. Die besten zwei Mannschaften je Gruppe zogen in die Halbfinals ein. Der Sieger des Finals war für die Weltmeisterschaft 2021 für die beiden Top-Gruppen qualifiziert.
|  | Für das Halbfinale qualifiziert        |
|  | Für das Spiel um Platz 5 qualifiziert  |
|  | Für die Spiele um Platz 7 qualifiziert |
|  | Für die B-Halbfinale qualifiziert      |
|  | Für das Spiel um Platz 13 qualifiziert |
|  | Für das Spiel um Platz 15 qualifiziert |

| Gruppe A      | Gruppe B      | Gruppe C        | Gruppe D        |
| ------------- | ------------- | --------------- | --------------- |
| Platz 1–4     | Platz 1–4     | Platz 9 und 10  | Platz 9 und 10  |
| Platz 1–4     | Platz 1–4     | Platz 11 und 12 | Platz 11 und 12 |
| Platz 5 und 6 | Platz 5 und 6 | Platz 13 und 14 | Platz 13 und 14 |
| Platz 7 und 8 | Platz 7 und 8 | Platz 15 und 16 | Platz 15 und 16 |

## Auslosung
Die Teams wurden gemäß ihrer Platzierung in der Weltrangliste in vier Töpfe aufgeteilt, wobei bei den europäischen Qualifikanten die drei höchsten möglichen Ränge genommen worden. (In Klammern die aktuelle Position)
| Topf 1         | Topf 2       | Topf 3                  | Topf 4          |
| -------------- | ------------ | ----------------------- | --------------- |
| Finnland (1)   | Lettland (5) | Polen (9)               | Japan (16)      |
| Tschechien (2) | Dänemark (6) | Deutschland (11)        | Slowenien (??)  |
| Schweden (3)   | Slowakei (7) | Kanada (14)             | Russland (??)   |
| Schweiz (4)    | Norwegen (8) | Vereinigte Staaten (15) | Neuseeland (??) |

### Gruppen
Die Mannschaften wurden nacheinander beginnend mit Topf 4 aus den Töpfen gezogen. Die Mannschaften aus Topf 3 und 4 wurden alternierend auf Gruppe C und D verteilt, die Mannschaften der Töpfe 1 und 2 auf Gruppe A und B. Die Auslosung ergab folgende Gruppen. (Hier mit den vier weiteren qualifizierten europäischen Nationen)
| Gruppe A | Gruppe B   | Gruppe C           | Gruppe D    |
| -------- | ---------- | ------------------ | ----------- |
| Finnland | Tschechien | Polen              | Deutschland |
| Schweiz  | Schweden   | Vereinigte Staaten | Kanada      |
| Lettland | Slowakei   | Japan              | Slowenien   |
| Norwegen | Dänemark   | Russland           | Neuseeland  |

## A-Division

### Gruppenspiele

#### Gruppe A
| Platz | Land     | Sp | S | U | N | +  | -  | Pkt |
| ----- | -------- | -- | - | - | - | -- | -- | --- |
| 1.    | Finnland | 3  | 3 | 0 | 0 | 24 | 10 | 6   |
| 2.    | Schweiz  | 3  | 2 | 0 | 1 | 17 | 13 | 4   |
| 3.    | Lettland | 3  | 1 | 0 | 2 | 13 | 17 | 2   |
| 4.    | Norwegen | 3  | 0 | 0 | 3 | 8  | 22 | 0   |

### Gruppe B
| Platz | Land       | SP | S | U | N | +  | -  | Pkt |
| ----- | ---------- | -- | - | - | - | -- | -- | --- |
| 1.    | Tschechien | 3  | 3 | 0 | 0 | 24 | 6  | 6   |
| 2.    | Schweden   | 3  | 2 | 0 | 1 | 30 | 14 | 4   |
| 3.    | Slowakei   | 3  | 1 | 0 | 2 | 15 | 23 | 2   |
| 4.    | Dänemark   | 3  | 0 | 0 | 3 | 9  | 35 | 0   |

### Abschlussplatzierungen
| RF | Team       |
| -- | ---------- |
| 1  | Tschechien |
| 2  | Schweden   |
| 3  | Finnland   |
| 4  | Schweiz    |
| 5  | Lettland   |
| 6  | Slowakei   |
| 7  | Dänemark   |
| 8  | Norwegen   |

## B-Division

### Gruppenspiele

#### Gruppe C
| Platz | Land               | Sp | S | U | N | +  | -  | Pkt |
| ----- | ------------------ | -- | - | - | - | -- | -- | --- |
| 1.    | Russland           | 3  | 3 | 0 | 0 | 23 | 16 | 6   |
| 2.    | Polen              | 3  | 2 | 0 | 1 | 19 | 13 | 4   |
| 3.    | Vereinigte Staaten | 3  | 1 | 0 | 2 | 14 | 24 | 2   |
| 4.    | Japan              | 3  | 0 | 0 | 3 | 14 | 17 | 0   |

#### Gruppe D
| Platz | Land        | Sp | S | U | N | +  | -  | Pkt |
| ----- | ----------- | -- | - | - | - | -- | -- | --- |
| 1.    | Deutschland | 3  | 3 | 0 | 0 | 46 | 16 | 6   |
| 2.    | Slowenien   | 3  | 2 | 0 | 1 | 31 | 17 | 4   |
| 3.    | Kanada      | 3  | 1 | 0 | 2 | 20 | 31 | 2   |
| 4.    | Neuseeland  | 3  | 0 | 0 | 3 | 4  | 37 | 0   |

### Abschlussplatzierungen
| RF | Team               |
| -- | ------------------ |
| 9  | Deutschland        |
| 10 | Slowenien          |
| 11 | Russland           |
| 12 | Polen              |
| 13 | Kanada             |
| 14 | Vereinigte Staaten |
| 15 | Japan              |
| 16 | Neuseeland         |